# Фрадкин, Моисей Залманович
Моисе́й За́лманович (Михаил Зиновьевич) Фра́дкин (28 сентября 1904, Борзна, Черниговская губерния — 11 августа 1974, Харьков, Украина) — украинский советский художник. Работал в жанре станковой и книжной графики, в основном в технике ксилографии и линогравюры.

## Биография
В 1927 г. закончил Харьковский художественный институт (учителя: И. Падалка, В. Ермилов, М. Федоров). В 1931—1971 гг. — преподавал (с перерывами) в Харьковском художественном институте (доцент с 1935 г.), в 1934—1936 гг. — в Харьковском полиграфическом институте. Работал в издательствах (1937—1941), торговой палате и Харьковском художественно-промышленном предприятии Художественного фонда УССР (1949—1953). Член Харьковского отделения Украинской академии художеств с 1938. Участник региональных и международных выставок с 1927, в т.ч. Венецианской биеннале 1932 г.

## Персональные выставки
- Харьков — 1966, 1983
- Цинциннати — 1991